# Altus, Arkansas
Altus är en ort i Franklin County i Arkansas. Enligt 2010 års folkräkning hade Altus 758 invånare. Hendrix College grundades i Altus men har flyttats till Conway.